# Штандарт президента Приднестровской Молдавской Республики

Штандарт Президента Приднестровской Молдавской Республики

Штандарт Президента Приднестровской Молдавской Республики  — один из символов власти Президента Приднестровской Молдавской Республики.

## Описание
Штандарт (флаг) Президента Приднестровской Молдавской Республики представляет собой квадратное полотнище красного цвета с горизонтально расположенной полосой зеленого цвета во всю длину полотнища, шириной в одну четвертую ширины полотнища. 
В центре полотнища расположено изображение государственного герба Приднестровской Молдавской Республики. 
Полотнище окаймлено золотой бахромой. На древке Штандарта (флага) крепится скоба с выгравированными фамилией, именем и отчеством Президента Приднестровской Молдавской Республики. 
Древко Штандарта (флага) увенчано металлическим навершением в виде копья с серпом и молотом и звездой над ними. У основания навершения крепится шнур с кистями.

## Порядок использования
Местонахождением оригинала Штандарта (флага) Президента Приднестровья является кабинет Президента Приднестровской Молдавской Республики в г. Тирасполь. 
Дубликат штандарта  Президента Приднестровской Молдавской Республики поднимается над резиденцией Президента  в г. Тирасполь, над другими резиденциями, во время пребывания президента ПМР дубликат штандарта  устанавливается и поднимается над транспортным средством Президента Приднестровской Молдавской Республики. 